# Wladimir Iwanow (Leichtathlet)
Wladimir Wassilew Iwanow (bulgarisch Владимир Василев Иванов; * 23. April 1955 in Sofia; † 26. November 2020 ebenda) war ein bulgarischer Leichtathlet.

## Biografie
Wladimir Iwanow nahm an den Olympischen Sommerspielen 1980 teil. Im 200-Meter-Lauf schied er im Viertelfinale aus. Im 4-mal-100-Meter-Staffellauf wurde er mit der bulgarischen Staffel Sechster.
Iwanow wurde 1975 Bulgarischer Meister über 100 Meter. Des Weiteren gewann er den Meistertitel seines Landes über 200 Meter in den Jahren 1979 und 1980.
Er starb am 1. Dezember 2020 im Alter von 65 Jahren während der COVID-19-Pandemie in Bulgarien an den Folgen einer SARS-CoV-2-Infektion in seiner Heimatstadt.